# هاگنتال-له باس
هاگنتال-له باس (به فرانسوی: Hagenthal-le-Bas) یک کمون (فرانسه) در فرانسه است که در canton of Huningue واقع شده‌است. هاگنتال-له باس ۶٫۲ کیلومتر مربع مساحت دارد ۳۶۰ متر بالاتر از سطح دریا واقع شده‌است.